# كييتا سوزوكي
كييتا سوزوكي، من مواليد 8 يوليو 1981 في شيزوكا في اليابان، لاعب كرة قدم ياباني.
بدأ مسيرته الكروية مع نادي أوراوا ريد دايموندز في عام 2000، وهو يلعب معهم حتى الآن.
و قد بدأ مسيرته مع منتخب اليابان لكرة القدم في عام 2006.

## مسيرته الكروية
لعب كييتا سوزوكي خلال مسيرته الاحترافية مع نادِ واحدٍ في 16 موسمًا وسجل خلالها 10 أهداف ضمن 379 مباراة. حيث فاز في موسمين بالكأس وموسم واحدًا بالدوري.
خاض كييتا سوزوكي مسيرته مع نادي أوراوا رد دايموندز في موسم 2000 ليلعب معه ستة عشر موسمًا، مشاركًا في 379 مباراة سجل خلالها 10 أهداف.

## كأس آسيا 2007
و قد سجل هدف في مرماه في مباراتهم مع منتخب فيتنام لكرة القدم.

## روابط خارجية
- كييتا سوزوكي على موقع الاتحاد الدولي (مؤرشف)  (الإنجليزية)
- كييتا سوزوكي على موقع رابطة كرة القدم اليابانية للمحترفين (اليابانية)
- كييتا سوزوكي على موقع قاعدة بيانات كرة القدم.إي يو (الإنجليزية)
- كييتا سوزوكي على موقع ناشيونال فوتبول تيمز (الإنجليزية)
- كييتا سوزوكي على موقع Soccerway.com (الإنجليزية)
- كييتا سوزوكي على موقع عالم كرة القدم.نت (الإنجليزية)
- كييتا سوزوكي على موقع كووورة